# Fabrizio Rongione
Fabrizio Rongione (Bruxelas, 3 de março de 1973) é um ator, roteirista, e produtor belga de ascendência italiana.

## Filmografia

### Ator

#### Cinema
| Ano  | Título                           | Papel                 | Notes                          |
| ---- | -------------------------------- | --------------------- | ------------------------------ |
| 1999 | Rosetta                          | Riquet                |                                |
| 2002 | Le Troisième Œil                 | Salvi                 |                                |
| 2002 | Zeno, le parole di mio padre     | Zeno                  |                                |
| 2004 | Ne fais pas ça                   | Cook                  |                                |
| 2004 | Tartarughe sul dorso             | Him                   |                                |
| 2005 | A Criança                        | Jeune Bandit          |                                |
| 2006 | Fratelli di sangre               | Roberto               |                                |
| 2006 | Nema problema                    | Maxime                |                                |
| 2006 | Ça rend heureux                  | Fabrizio              |                                |
| 2007 | Le Dernier Gang                  | Ilio                  |                                |
| 2008 | Lorna's Silence                  | Fabio                 |                                |
| 2008 | Passe-passe                      | Canolo                |                                |
| 2008 | Il nostro messia                 | Marini                |                                |
| 2009 | Lionel                           | Danièle               |                                |
| 2009 | L'altro Uomo                     | Hostage taker         |                                |
| 2010 | La prima linea                   | Piero                 |                                |
| 2011 | Le Gamin au vélo                 | Bookseller            |                                |
| 2012 | Ombline                          | C.I.P.                |                                |
| 2012 | Diaz – Don't Clean Up This Blood | Nick Janssen          |                                |
| 2012 | Sulla strada di casa             | Leader of the bandits |                                |
| 2012 | L'Œil de l'astronome             | Painture              |                                |
| 2013 | Une chanson pour ma mère         | Michel                |                                |
| 2013 | The Nun                          | Father Morante        |                                |
| 2013 | Violette                         | Yvon Belaval          |                                |
| 2014 | La Sapienza                      |                       |                                |
| 2014 | Dois Dias, Uma Noite             | Manu Bya              | Prêmio Magritte de Melhor Ator |
| 2016 | Le Fils de Joseph                | Joseph                |                                |
| 2016 | The Unknown Girl                 | Doctor Riga           |                                |
| 2017 | Don't Tell Her                   | Alain Grégoire        |                                |
| 2021 | Azor                             | Yvan                  |                                |

#### Curta-metragem
| Ano  | Título                    | Papel    | Notas |
| ---- | ------------------------- | -------- | ----- |
| 1998 | Foudres                   | Tony     |       |
| 2000 | Tenir ma route            | Jessy    |       |
| 2001 | Dans l'ordre              | Ivo      |       |
| 2001 | La Storia chiusanomine    | Giacomo  |       |
| 2003 | Una Domenica              | Toni     |       |
| 2003 | La Roue tourne            | Toni     |       |
| 2006 | Niort-Aubagne             | François |       |
| 2006 | Voix de garage            | Toni     |       |
| 2009 | Légende de Jean l'Inversé | Narrador |       |
| 2011 | Mercato bébé              |          |       |
| 2012 | Le sens de l'orientation  |          |       |

#### Televisão
| Ano       | Título              | Papel          | Notas |
| --------- | ------------------- | -------------- | ----- |
| 2012-2013 | Mafiosa             | Rémi Andréani  |       |
| 2008-2013 | Un village français | Marcel Larcher |       |

### Roteirista
- 2007 : Ça rend heureux

### Diretor
- 2003 :  T'es le fils de qui toi ?, documentário

## Teatro

### Ator
- 1997 : Vous permettez, Hugo ? by Tadeusz Różewicz, dir. Olivier Musenfarth - Bruxelles
- 1997 : Le Piège by Tadeusz Różewicz, dir. Serenella Morelli : Franz Kafka
- 1998 : Bent by Martin Sherman, dir. Derek Goldby - Bruxelles, Paris
- 1999: Ferdydurke by Witold Gombrowicz, dir. Elvire Brison : Mientus - Bruxelles
- 1999 : The Red and the Black by Stendhal, adaptation by Jacques De Decker, dir. Michel Wright : Julien Sorel - Bruxelles
- 1999 : Egmont by Goethe, dir. Jean-Claude Idée - Bruxelles
- 2000 : Foudres, dir. Véronique Van Meerbeeck
- 2001 : The Open Couple by Dario Fo, dir. Daniela Bisconti - Bruxelles
- 2002-2003 : C'était Bonaparte, dir. Robert Hossein : Napoleon - Paris
- 2005 : La Princesse de Babylone, dir. José Besprosvany - Schaerbeek
- 2005 : Papiers d’Arménie, dir. Caroline Safarian - Bruxelles
- 2005-2007 : The Game of Love and Chance by Pierre de Marivaux, dir. Dominique Serron - Bruxelles
- 2007 : One for the Road by Harold Pinter, dir. Marcel Gonzalez and Vincent Bruno - Bruxelles
- 2007 : Une rencontre by  Fabrice Gardin, dir. Claude Henuset - Bruxelles
- 2008 : L'assassin habite au 21, dir. Claude Henuset, from Stanislas-André Steeman : Ginger Lawson - Bruxelles
- 2013 : Le Cid by Pierre Corneille, dir. Dominique Serron : Rodrigue

### Ator, autor e diretor
- 1998 : Les Fléaux, co-escrito e co-diretor com Samuel Tilman - Bruxelles, Paris
- 2001 : John and the wonderful’s, collective writing, co-dir. com Samuel Tilman - Bruxelles
- 2002-2003 : À genoux, one man show, co-escrito com Samuel Tilman e Marcel Gonzalez - Bruxelles, Festival d’Avignon
- 2009 : On vit peu mais on meurt longtemps, one man show, co-escrito e co-dir. com Samuel Tilman - Bruxelles, tour Bélgica e França

## Prêmios
- 1998 : Grand Prix and Prix du public at Festival du rire, Bruxelles for Les Fléaux
- 2002 : Prix du Théâtre for best one man show for A genoux[2]